# Susan Griffiths
Susan Griffiths (* 31. Dezember 1959 in Tustin, Kalifornien) ist eine US-amerikanische Schauspielerin, die vor allem als Imitatorin Marilyn Monroes bekannt wurde.

## Schauspielkarriere
Susan Griffiths begann 1983 ihre Schauspielkarriere in dem Film The American Snitch, in dem sie erstmals Marilyn Monroe imitierte. In Unser lautes Heim (1990), Marilyn and Me (1991), Zurück in die Vergangenheit (1993), Pulp Fiction (1994), Dark Skies – Tödliche Bedrohung (1997), Timecop (1997), Lass es, Larry! (2005), Elton John: Candle in the Wind – The Red Piano Version (2007) und Defenders (2010) war Griffiths ebenfalls als Monroe auf der Leinwand zu sehen. In den Fernsehserien Cybill (1997) und The Strip (1999) war sie als eine Marilyn Monroe Look-alike zu sehen, in letzterem hieß Griffiths’ Rolle Janet McLean.
Ihre einzigen anderen Rollen spielte sie in Death Collector (1988), Der Stunt seines Lebens (1992) Operation Splitsville (1998) und Nip/Tuck: Schönheit hat ihren Preis (2007).

## Filmografie
- 1983: The American Snitch
- 1988: Death Collector
- 1990: Unser lautes Heim (Fernsehserie, 1 Folge)
- 1991: Marilyn and Me (Fernsehserie)
- 1992: Der Stunt seines Lebens (Fernsehfilm)
- 1993: Zurück in die Vergangenheit (Fernsehserie, 1 Folge)
- 1994: Pulp Fiction
- 1997: Dark Skies – Tödliche Bedrohung (Fernsehserie, 1 Folge)
- 1997: Cybill (Fernsehserie, 1 Folge)
- 1997: Timecop (Fernsehserie, 1 Folge)
- 1998: Operation Splitsville
- 1999: The Strip (Fernsehserie, 1 Folge)
- 2005: Lass es, Larry! (Fernsehserie, 1 Folge)
- 2007: Nip/Tuck: Schönheit hat ihren Preis (Fernsehserie, 1 Folge)
- 2007: Elton John: Candle in the Wind – The Red Piano Version (Musikvideo)
- 2010: Defenders (Fernsehserie, 1 Folge, ebenfalls Soundtrack: I Wanna Be Loved by You)